# Мішендорф
Мішендорф (нім. Mischendorf) — громада округу Оберварт у землі Бургенланд, Австрія.
Мішендорф лежить на висоті  272 м над рівнем моря і займає площу  26,2 км². Громада налічує 1655 мешканців. 
Густота населення 63/км².  
|                                    |
| Мішендорф на мапі округу та землі. |

 Адреса управління громади:  7511 Mischendorf. 

## Демографія
Історична динаміка населення міста за даними сайту Statistik Austria

## Виноски
1. ↑  Dauersiedlungsraum der Gemeinden Politischen Bezirke und Bundesländer - Gebietsstand 1.1.2018 — Статистичне управління Австрії.
2. ↑  Einwohnerzahl 1.1.2018 nach Gemeinden mit Status, Gebietsstand 1.1.2018 — Статистичне управління Австрії.
3. ↑  www.mischendorf.at. Архів оригіналу за 11 квітня 2022. Процитовано 29 квітня 2022.
4. ↑  Gemeindedaten von Mischendorf. Архів оригіналу за 29 вересня 2007. Процитовано 19 листопада 2013.

| Австрія | Це незавершена стаття з географії Австрії. Ви можете допомогти проєкту, виправивши або дописавши її. |